# Cristinia sasae
Cristinia sasae är en svampart som beskrevs av Parmasto 1968. Cristinia sasae ingår i släktet Cristinia och familjen Stephanosporaceae.   Inga underarter finns listade i Catalogue of Life.